# Sergentomyia timorica
Sergentomyia timorica är en tvåvingeart som beskrevs av Lewis och Dyce 1976. Sergentomyia timorica ingår i släktet Sergentomyia och familjen fjärilsmyggor.
Artens utbredningsområde är Små Sundaöarna. Inga underarter finns listade i Catalogue of Life.